# 西這田駅
西這田駅（にしほうだえき）は、兵庫県三木市別所町西這田1丁目にあった三木鉄道三木線の駅（廃駅）である。
三木線が三木鉄道へ転換されてから開業した簡便な駅であった。

## 歴史
このあたりの線路は1916年（大正5年）11月22日に開通しているが当初この駅は設置されていなかった。線路は当初播州鉄道のものであったが播丹鉄道、国鉄を経て三木鉄道に移管され、その後の1986年（昭和61年）に宗佐駅、下石野駅、高木駅とともに当駅が開業した。

### 年表
- 1986年（昭和61年）4月1日：開業[1][2]。
- 2008年（平成20年）4月1日：三木線廃止により廃駅となる。

## 駅構造
単式ホーム1面1線のみを有する地上駅。ほぼ東西に走る線路の北側に、簡単なホームを添えただけのつくりとなっている。
開業以来無人駅であり、駅舎はなく、ホームの上に短い上屋があるのみとなっていた。
ホームの別所方の端から坂が降りており、駅から外部へはこれを使う。駅の別所方には這田第一踏切があるため、線路を越えて南側に行くことができた。高木駅や下石野駅などのホーム上には公衆電話があるが、当駅には設置されていなかった。

## 駅周辺
周辺は田園地帯が広がっているが、線路の南側に集落が3つあり、学校や郵便局などの施設も近くに多くある。駅前から兵庫県道20号加古川三田線に出るとコンビニがあり、駅から南に500メートルほど行くと小規模な工業団地もある。また、温泉日帰り施設が駅から徒歩10分足らずのところに開業した。
- 美嚢川 - 加古川の支流で三木線に沿っている。
- 湯庵 - 日帰り入浴場。

## バス路線
神姫バスが発着する。以下の路線バスの利用が可能。
- 三木営業所 - 西這田 - 三木工業団地

三木線廃止後は三木鉄道代替バス（神姫バスが運行）が西這田停留所を経由している。
- 厄神駅 - 西這田 - 三木鉄道三木駅 - 恵比須駅
- 厄神駅 - 西這田 - 三木鉄道三木駅 - 三木営業所

## 隣の駅
三木鉄道
三木線
石野駅 - 西這田駅 - 別所駅